# کمیته المپیک استونی
کمیته المپیک استونی (به استونیایی: Eesti Olümpiakomitee) مسئول آمادگی و مشارکت ورزش‌های مختلف کشور استونی در بازی‌های المپیک (تابستانی و زمستانی) است.
این سازمان در ۸ دسامبر ۱۹۲۳ میلادی بنیان‌گذاری شده که یک بار در سال ۱۹۲۴ و سال ۱۹۹۱ میلادی از طرف کمیته بین‌المللی المپیک به رسمیت شناخته شده است.